# Marcus Livius Salinator
Pour les articles homonymes, voir Livius Salinator.
Marcus Livius Salinator de la tribu Pollia est un consul romain (219 av. J. -C) qui fit la guerre avec succès en Illyrie.
Élevé de nouveau au consulat en 207 av. J.-C., avec Caius Claudius Nero, son ennemi personnel, il oublia sa haine pour ne songer qu'au bien de sa patrie ; ensemble, ils remportèrent la bataille du Métaure sur Hasdrubal, venu avec une armée au secours d'Hannibal.
Caius Claudius Nero et Marcus Livius Salinator furent encore censeurs ensemble en 204 av. J.-C., mandat à la fin duquel leurs disputes furent telles qu'ils se dégradèrent mutuellement de leur rang ainsi que leurs tribus respectives. Pendant sa censure, Marcus Livius créa un impôt sur le sel, ce qui lui fit donner le surnom de « Salinator », nom qui resta depuis à sa famille. Il commença la construction d'un temple à la déesse Juventas, en exécution d'un vœu qu'il avait fait pendant la bataille du Métaure.

## Source
Cet article comprend des extraits du Dictionnaire Bouillet. Il est possible de supprimer cette indication, si le texte reflète le savoir actuel sur ce thème, si les sources sont citées, s'il satisfait aux exigences linguistiques actuelles et s'il ne contient pas de propos qui vont à l'encontre des règles de neutralité de Wikipédia.